# Rhinosuctobelba dicerosa
Rhinosuctobelba dicerosa är en kvalsterart som beskrevs av Tyler A. Woolley och Harold G. Higgins 1969. Rhinosuctobelba dicerosa ingår i släktet Rhinosuctobelba och familjen Suctobelbidae. Inga underarter finns listade i Catalogue of Life.